# 5 skäggiga agenter
5 skäggiga agenter (franska: Les Barbouzes) är en fransk-italiensk komedifilm från 1964 i regi av Georges Lautner.

## Rollista i urval
- Lino Ventura - Francis Lagneau, "Cousin Ludo"
- Bernard Blier - Eusebio Cafarelli, "The Canon"
- Francis Blanche - Boris Vassilieff, "Trinitrotoluene"
- Mireille Darc - Antoinette Dubois, "Amaranthe"
- Charles Millot - Hans Müller, "The Good Doctor"
- André Weber - Rossini, "Faithful Rudolph"
- Jess Hahn - O'Brien
- Jacques Balutin - Le Douanier
- Robert Dalban - Le Camionneur
- Michèle Marceau - Rosalinde
- Noël Roquevert - Lanoix